# Ambloplites rupestris

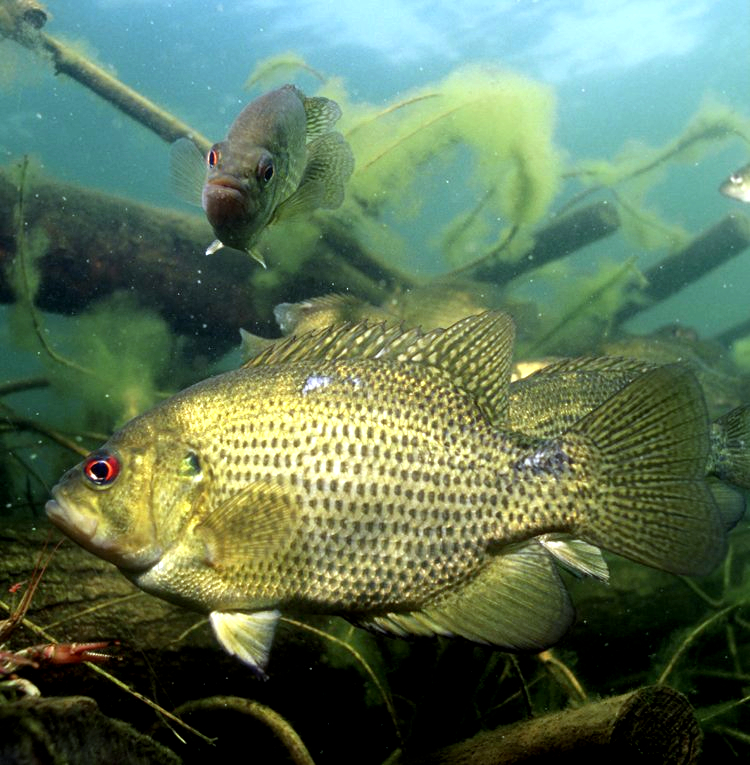
Vistes lateral i frontal

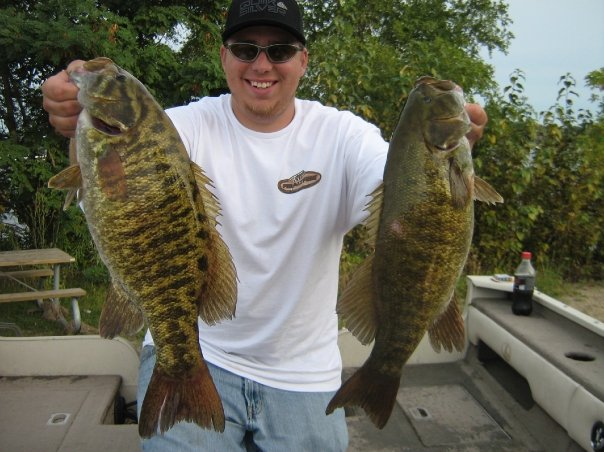
Un pescador amb dos exemplars

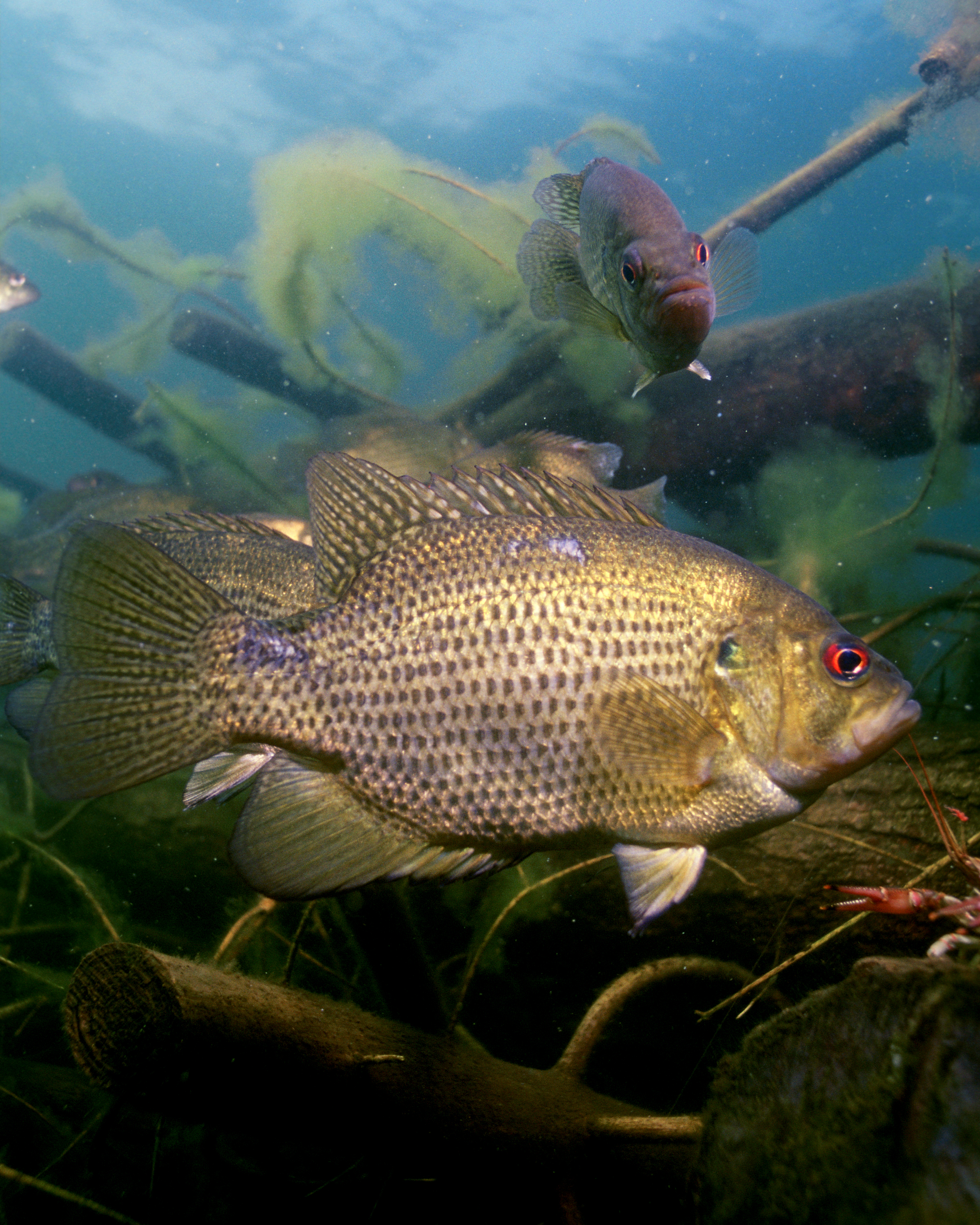
Vistes lateral i frontal

Ambloplites rupestris és una espècie de peix pertanyent a la família dels centràrquids.

## Descripció
- Pot arribar a fer 43 cm de llargària màxima (normalment, en fa 15,4) i 1.360 g de pes.
- 10-13 espines i 11-13 radis tous a l'aleta dorsal i 5-7 espines i 9-11 radis tous a l'anal.
- Nombre de vèrtebres: 29-32.[3][4][5][6]

## Reproducció
Té lloc durant la primavera i a principis de l'estiu (quan la temperatura de l'aigua és superior als 10 °C). Els mascles, amb llurs aletes caudals i cues, fan nius a la sorra o la grava a una fondària d'1,8 m i amb un diàmetre de 30 cm. La femella, depenent de la seua mida, és capaç de pondre entre 2.000 i 10.000 ous i el període d'incubació dura entre una i tres semanes. Durant tot aquest temps, és el mascle l'encarregat de vigilar la posta de l'assetjament dels depredadors. Les larves assoliran la maduresa sexual en arribar als 3-5 anys.

## Alimentació
Menja petits crustacis, insectes i peixos.

## Depredadors
Al Canadà és depredat per Amia calva.

## Hàbitat
És un peix d'aigua dolça, demersal i de clima temperat (10 °C-29 °C; 54°N-34°N) que evita les aigües ràpides i prefereix els grans rius, llacs, estanys i canals.

## Distribució geogràfica
És originari de Nord-amèrica (incloent-hi el riu Sant Llorenç, la badia de Hudson, els Grans Llacs d'Amèrica del Nord i la conca del riu Mississipi des del Quebec fins a Saskatchewan al Canadà, el nord de Geòrgia, el nord d'Alabama i Missouri als Estats Units). Ha estat introduït a Europa (França -entre 1904 i 1910- i Gran Bretanya -1930-) i Mèxic.

## Longevitat
La seua esperança de vida és de 18 anys.

## Observacions
És inofensiu per als humans.